# Lac d'Embarrat supérieur
Le lac d'Embarrat supérieur est un  lac pyrénéen français situé administrativement dans la commune d'Estaing dans le département des Hautes-Pyrénées en région  Occitanie.
Le lac a une superficie de 8 ha pour une altitude de 2 139 m, il atteint une profondeur de 3 m.

## Toponymie
En occitan, eth embarrat est un lieu qui donne une impression de territoire clôturé, fermé. Cirque entouré de sommets qui lui donne une allure de vallon suspendu.

## Géographie

### Topographie
| Pic de Arrouy (2 750 m) | Pic de Courounalas (2 566 m)          |                  |
| Lac du Pourtet          | lac d'Embarrat supérieur              | Gave du Marcadau |
|                         | La Cardinquère (Sommet Est) (2 409 m) |                  |

## Protection environnementale
Le lac est situé dans le parc national des Pyrénées.

## Voies d'accès
Le lac est accessible depuis Cauterets au Pont d'Espagne en suivant un sentier qui amène au refuge Wallon dans la vallée du Marcadau

## Images

Sélection de vues du lac.
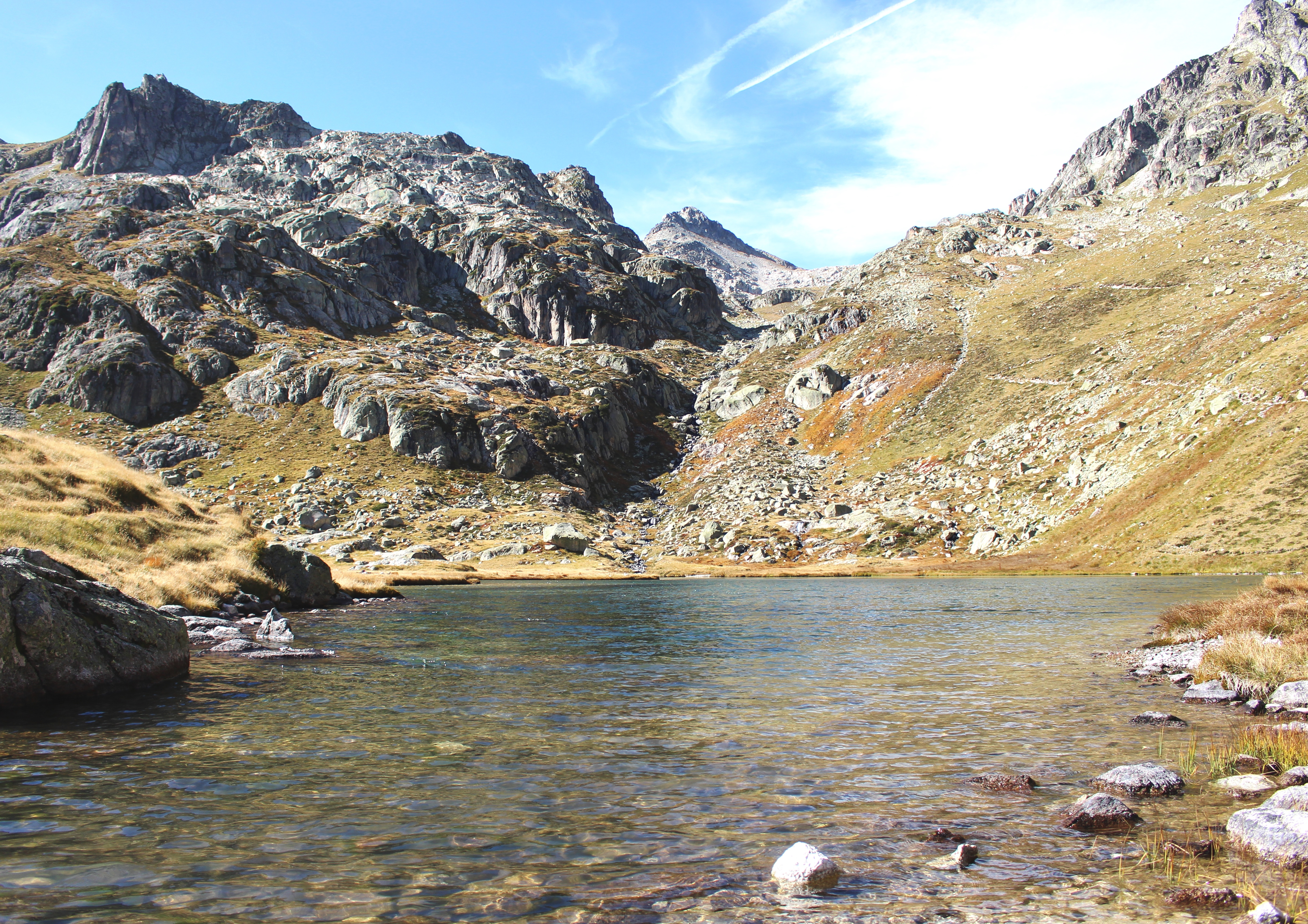
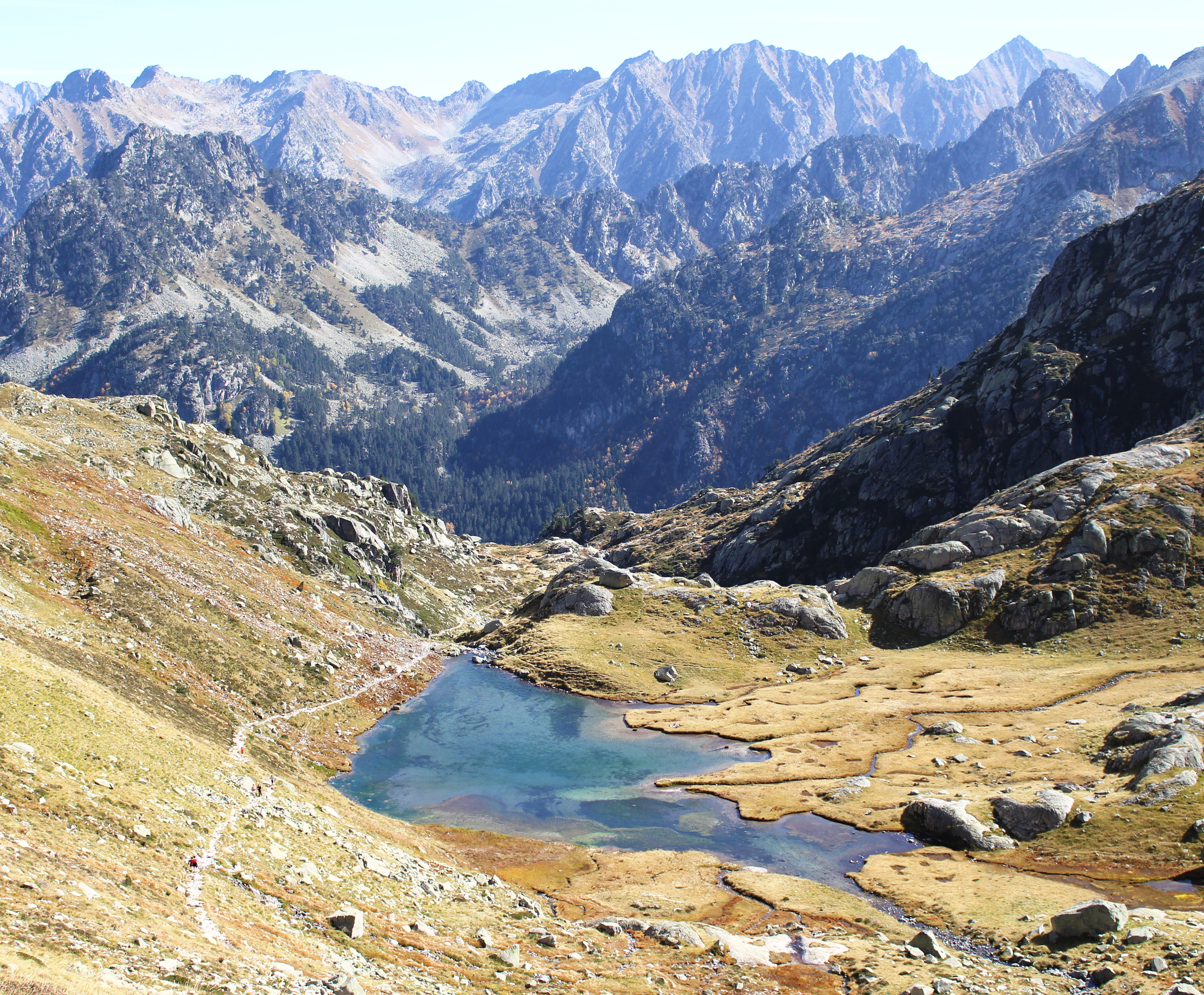